# Masse-zu-Ladung-Verhältnis
Das Masse-zu-Ladung-Verhältnis ist die physikalische Größe m⁄q, der Kehrwert der spezifischen Ladung. Die SI-Einheit ist kg/C. Früher wurde auch die Einheit Thomson (Th) verwendet, 1 Th = 1 u/e.
In der Massenspektrometrie wird m⁄z von IUPAC empfohlen als Abkürzung oder Symbol. Darin steht „m“ für die Masse des Teilchens als Vielfaches der atomaren Masseneinheit, u, und „z“ für den Betrag der Ladungszahl des Teilchens (ist immer positiv, auch für Ionen mit negativer Ladung). Es gibt keine Verbindung zur Einheit Thomson, weil ein Masse-Ladung Verhältnis ausgedrückt in Th auch negativ sein kann. Die Einheit Thomson ist überholt („deprecated“),, vom Gebrauch wird explizit abgeraten.
Die Verwendung von „m⁄z“ ist beschränkt: Das Symbol „m⁄z“ bezeichnet die horizontale Achse von Massenspektren mit derartigen Abszissenwerten (einheitenlos). Vom Rechnen mit m⁄z in Formeln wird abgeraten. Das Masse-Ladung Verhältnis eines Teilchens wird, z. B. m/z 100 geschrieben, nicht m/z=100. „m/z“ wird immer kursiv geschrieben.